# Tierpark Hagenbeck
Pour l'ancien parc, voir Zoo de Hambourg.
Le Tierpark Hagenbeck (anciennement Hagenbecks Tierpark) est un parc zoologique allemand situé à Hambourg,  au sein de l'arrondissement de Hamburg-Eimsbüttel, dans le quartier de Stellingen. Il fut fondé en 1907 par Carl Hagenbeck. Le parc zoologique, tout comme l'aquarium tropical ouvert en 2007 à côté, est la propriété d'une entreprise familiale.
Le zoo est également chargé de la coordination du programme européen pour les espèces menacées (EEP) du Léopard de Chine du Nord.

## Histoire

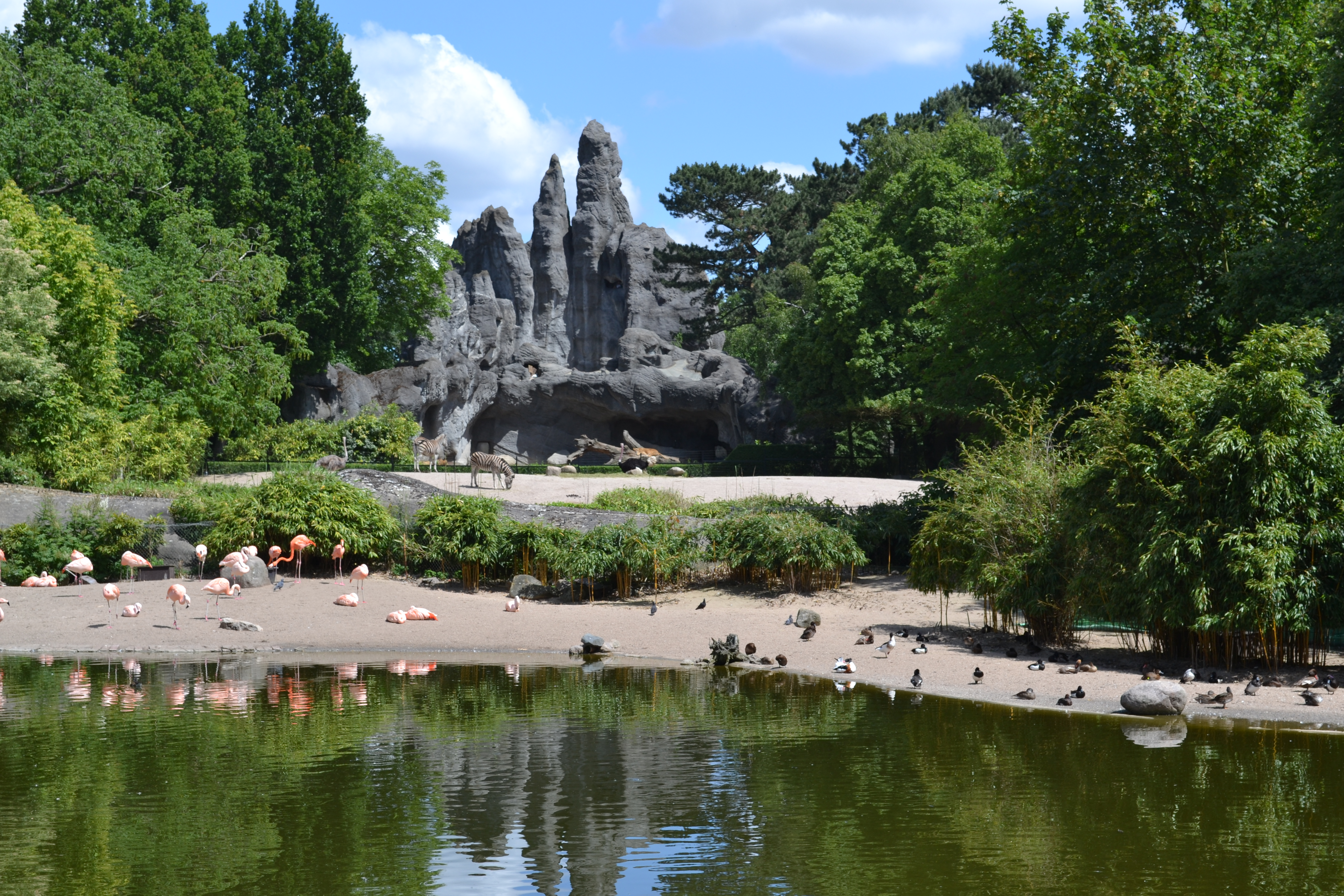
Panorama à la Hagenbeck : les enclos des oiseaux, des ruminants, des fauves et des caprins sont séparés mais agencés pour donner l'illusion que tout ces animaux évoluent dans un seul enclos.

En 1863, Gottfried Claes Carl Hagenbeck (de), un marchand de poissons et organisateur d'expositions d'animaux, a ouvert la Carl Hagenbeck’s Handels-Menagerie ménagerie commerciale de Carl Hagenbeck) dans le quartier de Sankt Pauli sur la Spielbudenplatz (de) (au sud de la Reeperbahn.
En 1874, son fils Carl Hagenbeck la transféra à Neuer Pferdemarkt. Puis, le 7 mai 1907, il ouvrit le parc zoologique à son emplacement actuel, à une époque où Stellingen était à l'extérieur de Hambourg. C'était le premier parc sans barreaux visibles, présentant les animaux sur des plateaux, dans des fossés ou des enrochements. De nombreux animaux pouvaient également être vus par le public grâce à des loges intérieures.
En 1943 l'ensemble du parc fut détruit sous les bombardements de l'opération Gomorrhe.

## Installations et faune présentée
Antje, une morse qui est connu pour avoir été le logo de la NDR, y a été pensionnaire de 1976, année de naissance jusqu'à sa mort en 2003.

## Conservation
Le zoo est également chargé de la gestion du programme européen pour les espèces menacées (EEP) du Léopard de Chine du Nord.